# 조의 아파트
《조의 아파트》(Joe's Apartment)는 제리 오코널, 메간 워드 주연의 1996년 뮤지컬 코미디 영화이며, MTV 필름스가 제작한 최초의 영화이기도 하다. MTV용으로 처음 제작된 1992년 단편 영화를 기반으로 하였다. 이 영화는 존 페이슨이 블루 스카이 스튜디오의 크리스 웨지 컴퓨터 애니메이션 시퀀스 감독과 함께 감독하였다.
영화 이야기 속에서 많은 사람들이 모르는 사이 바퀴벌레들은 이야기를 나눈다. 이들은 노래도 하며 자신들만의 공용 텔레비전 케이블 TV 채널이 있다.

## 출연
- 조 크로도스키 : 제리 오코널
- 도허티 릴리 : 메간 워드
- 랄프 로치 (바퀴벌레 목소리) : 빌리 웨스트
- 로드니 로치 (바퀴벌레 목소리) : 레지널드 허들린
- 윌터 쉿 / 바퀴벌레 목소리 : 짐 터너
- 블랭크 : 산드라 덴튼
- 세나터 도허티 : 로버트 본
- 엘버트 비안코 : 돈 호
- 지저스 비안코 / 바퀴벌레 목소리 : 짐 스터링
- 블라드 미르 블랑코 : 마무드 베이 세이코
- P.I 스미스 : 데이비드 허들스턴
- 지팡이 남 1 : 플랭크 벨로
- 지팡이 남 2 : 로드 케이슨
- 지팡이 남 3 : 알렉스 모닐라